# Shalban Vihar

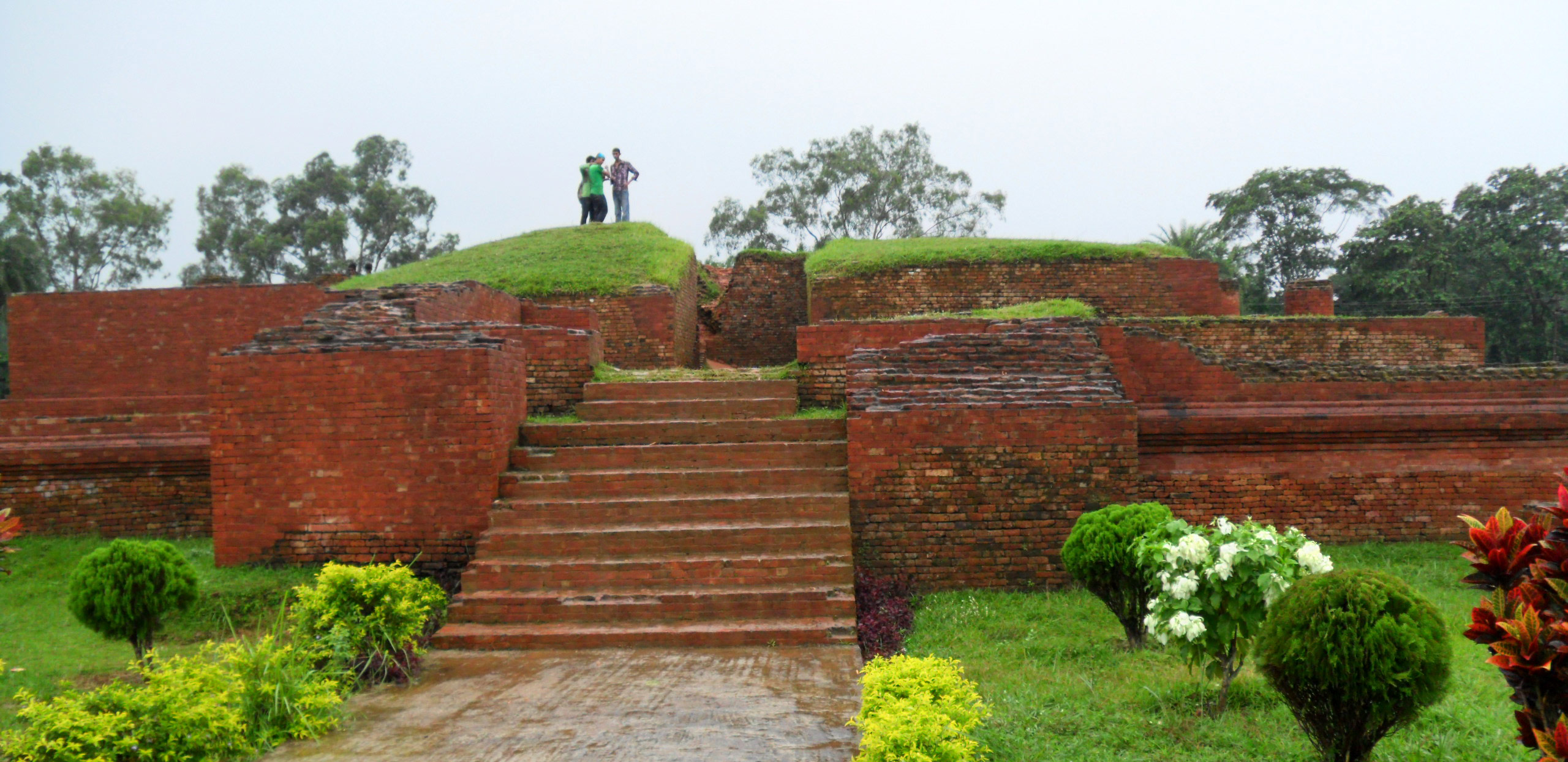
Ruinen des Shalban Vihara.

Shalban Bihar (Shalban Vihara; Sanskrit; bengalisch শালবন বিহার) ist eine archäologische Stätte in Mainamati (ময়নামতি Maẏanāmati, Moinamoti), Kumilla, Bangladesch. Die Ruinen liegen Mitten im Höhenzug der Lalmai Hills und stammen aus dem 7. Jahrhundert. Es handelt sich um ein Vihara (Bihar) der buddhistischen Paharpur-Tradition mit 115 Zellen für Bhikkhus (Mönche). Das Kloster war bis ins 12. Jahrhundert Betrieb.
Ausgrabungen brachten zahlreiche archäologische Artefakte aus der Zeit zwischen dem 7. und dem 12. Jahrhundert zu Tage.

## Geschichte

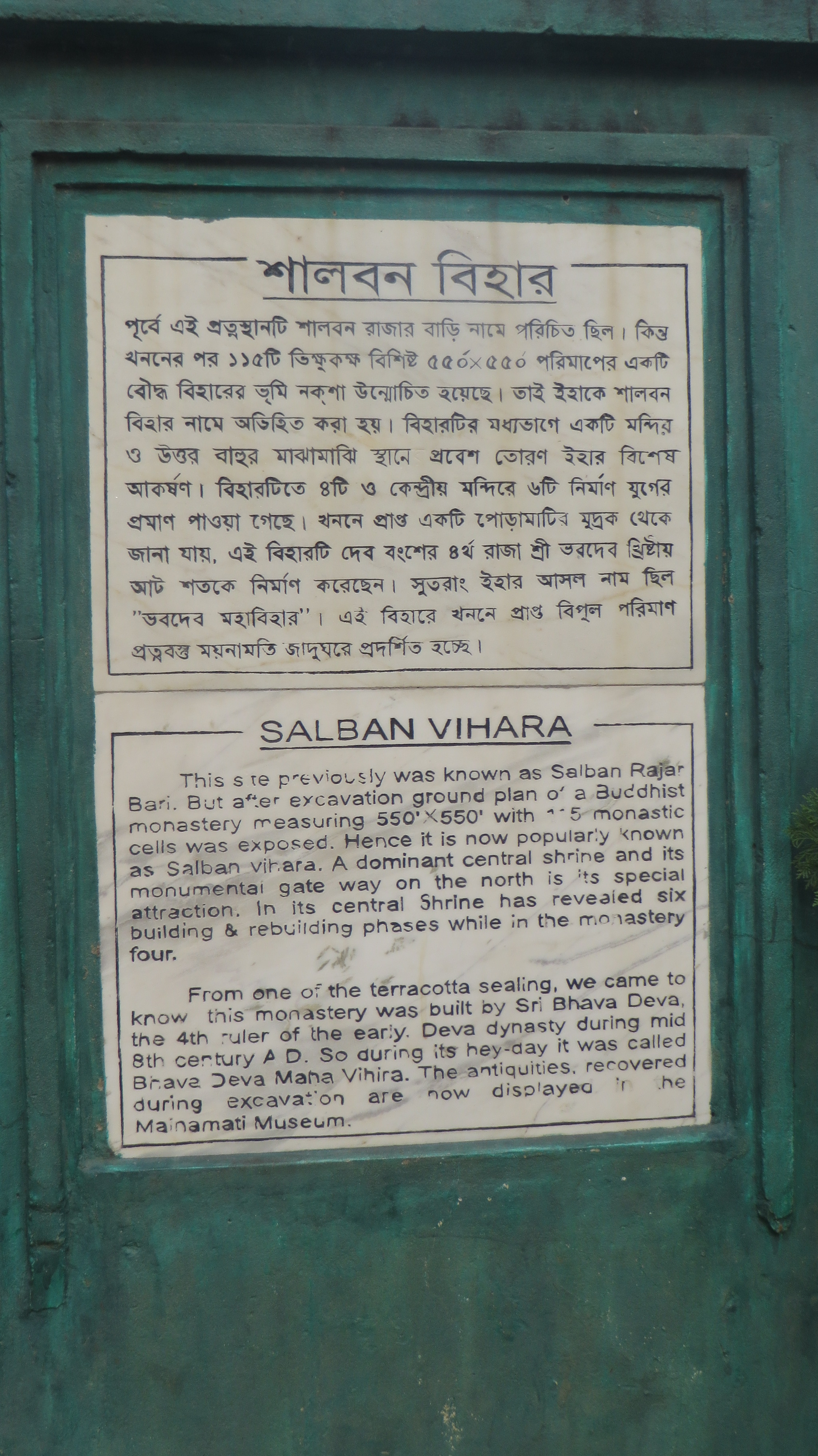
Introduction of Shalban Vihara in both English and Bengali language

Das Vihara wurde im achten Jahrhundert durch Bhava Deva, den vierten Herrscher der frühen Deva-Dynastie (देव राजवंश) gegründet. Der Gebäudekomplex mit seiner Fläche von 168 m² wurde in oder bei den Außenbezirken der Stadt Devaparvata gebaut, der Samatata-Hauptstadt am Rand des Lalambi-Waldes. Die Stätte wurde früher als Shalban Rajar Bari oder King’s residence at Shalban bezeichnet, wurde aber nach archäologischen Ausgrabungen in „Shalban vihara“ umbenannt, nachdem Terracotta-Siegel und Kupferplatten den Komplex als Überrest eines Buddhistischen Klosters identifiziert hatten.

## Geographie
Die Ruinenstätte liegt etwa acht Kilometer westlich von Kumilla in einem Höhenzug niedriger Hügel, der Mainamati-Lalmai-Hügel, wo mehr als 50 antike buddhistische Siedlungen aus der Zeit vom 8. bis zum 12. Jahrhundert verstreut liegen. Das Shalvan Vihara mit seinen 115 Zellen liegt sehr zentral und wurde um einen großzügigen Hof mit einem kreuzförmigen Tempel im Zentrum erbaut. Ca. 5 km nördlich des Shalvan Vihara liegt Kutila Mura, ein weiteres malerisches Relikt einer einzigartigen buddhistischen Siedlung.

## Erkundung und Ausgrabung

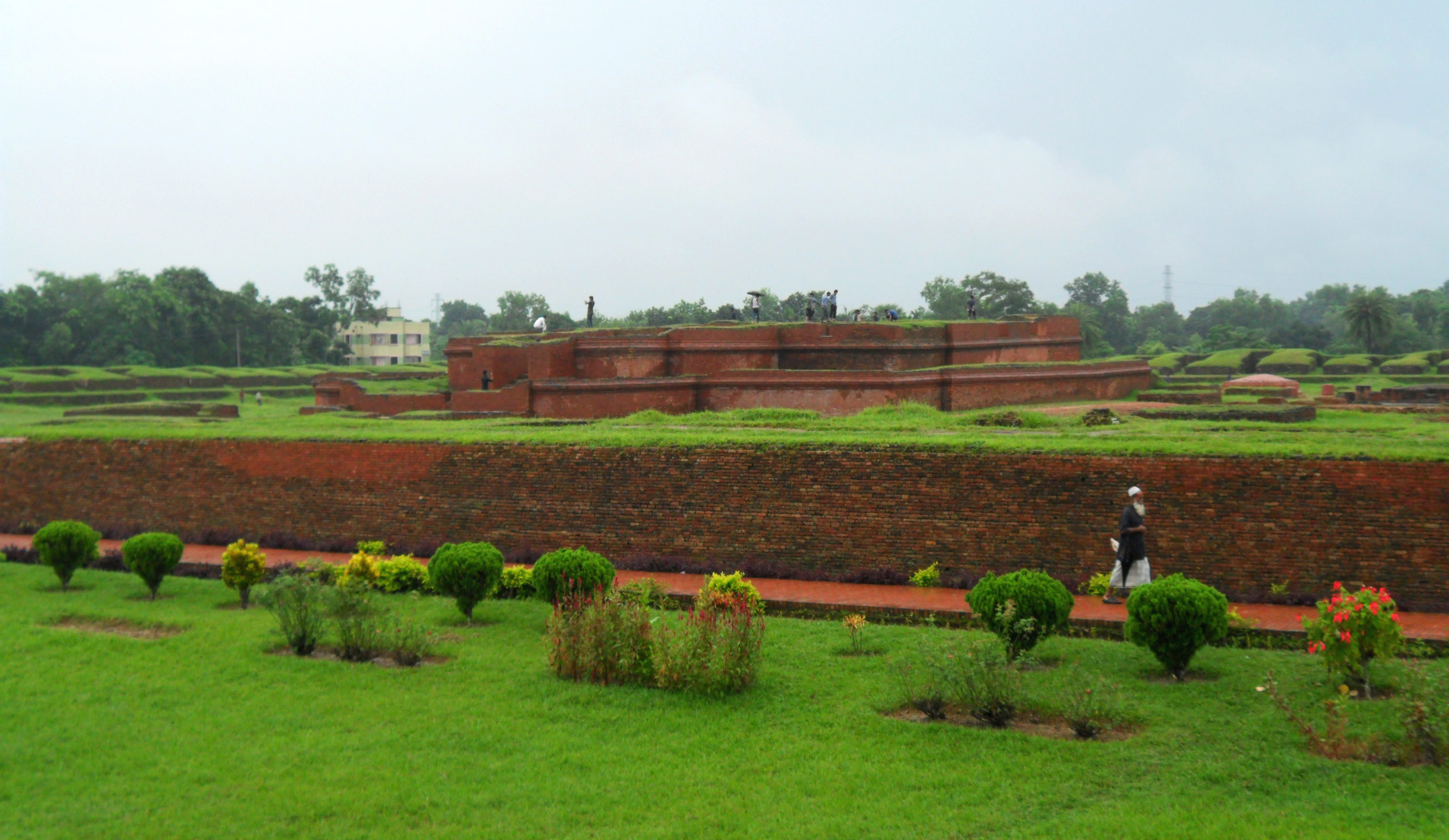
Shalban Vihara

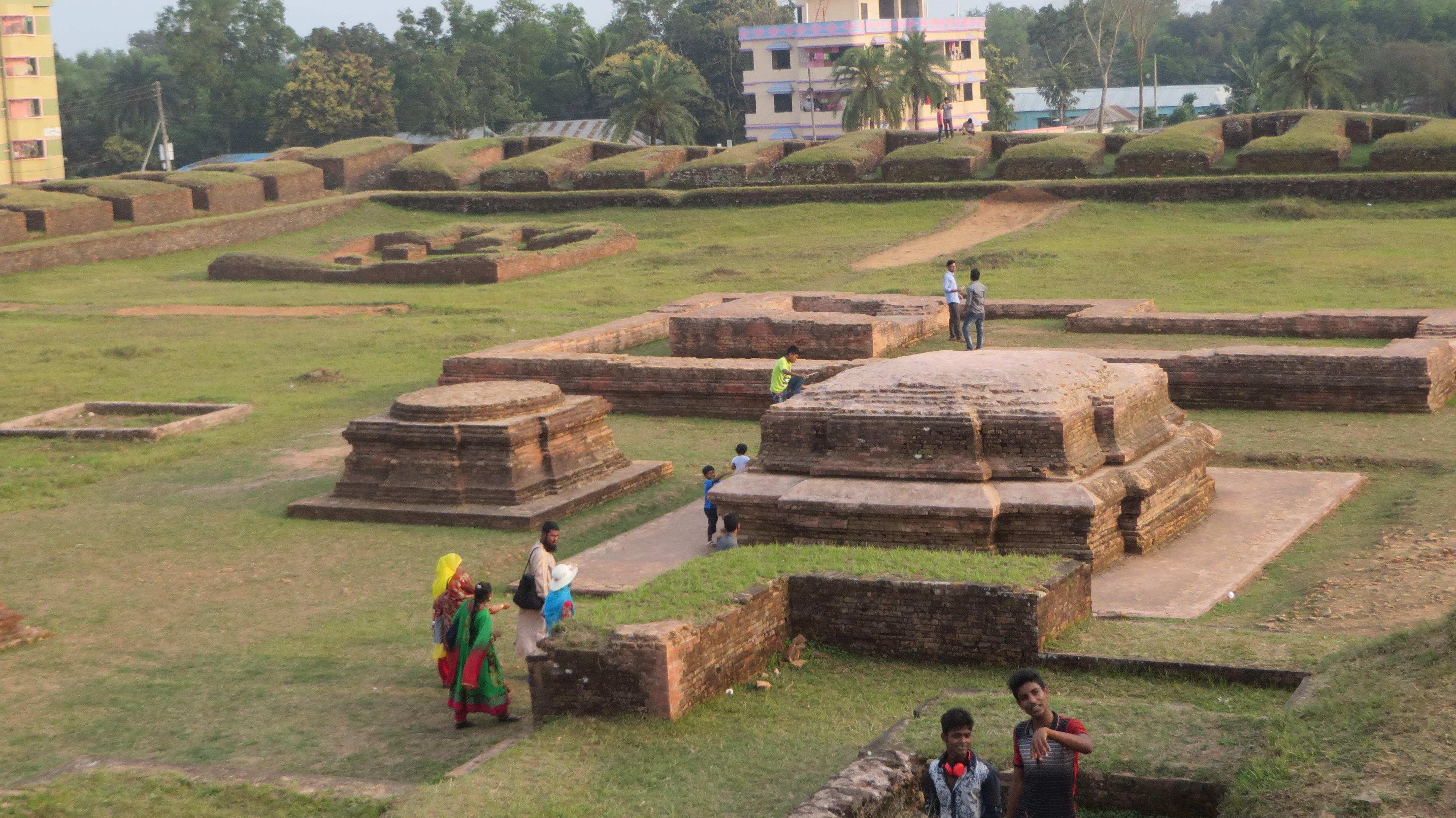
View of Shalban Vihara, Mainamati, Comilla

Tiefgrabungen haben vier Reparatur- und Wiederaufbauphasen im Kloster zutage gefördert, wobei die früheste der Periode III des kreuzförmigen Zentralheiligtums entspricht. Es wurden noch keine Klosterreste gefunden, die der Periode I und II (7. Jahrhundert n.C.) entsprechen. Einige spärliche und schlecht definierte Überreste unterhalb der heutigen Struktur könnten auf ihre Existenz hinweisen, wahrscheinlich von geringerer Größe. In den nächsten beiden Phasen (Periode IV und V: 9.–10. Jahrhundert n.C.) wurden neue Böden und Schwellen auf früheren Überresten errichtet. Zwei interessante Merkmale, die im Inneren der Zellen beobachtet wurden, Kamine und dekorative Ziegelsockel, waren im ursprünglichen Bau nicht vorhanden. Obwohl es eine Gemeinschaftsküche und einen Essbereich gab, zogen es viele der ansässigen Mönche (wahrscheinlich Sramanas: Laienstudenten) vor, ihre Mahlzeiten individuell in ihren Zellen zuzubereiten. Die Sockel dienten sicherlich dem Zweck privater Kulte. Entdeckungen, die bei Erkundungen und Ausgrabungen gemacht wurden, deuten darauf hin, dass diese Einrichtung wahrscheinlich über Räume für die Unterbringung von Bettelmönchen (Sramanas) verfügt und günstigere Möglichkeiten bietet, ihr eigenes Essen mit von zu Hause mitgebrachten Materialien zu kochen, eine jahrhundertealte Praxis, die in Teilen des ländlichen Bengalen immer noch in praktiziert wird.
Ausgrabungen in Shalban Vihara haben auch eine Reihe von Nebengebäuden freigelegt, darunter einen Gemeinschafts-Speisesaal, einen kleinen länglichen, einen Säulen- und einen quadratischen Schrein mit hervorragend ausgeformtem Sockel, zwei längliche Kapellen und eine Reihe kleiner Stupas im Inneren sowie einen mittelgroßen Schrein mit einem kleinen Heiligtum, welches durch einen langen, schmalen Durchgang verbunden und von einer soliden und massiven Ziegelkonstruktion umgeben ist, einer Säulenterrasse und Kolonnaden direkt außerhalb des Klostervierecks.

## Architektur

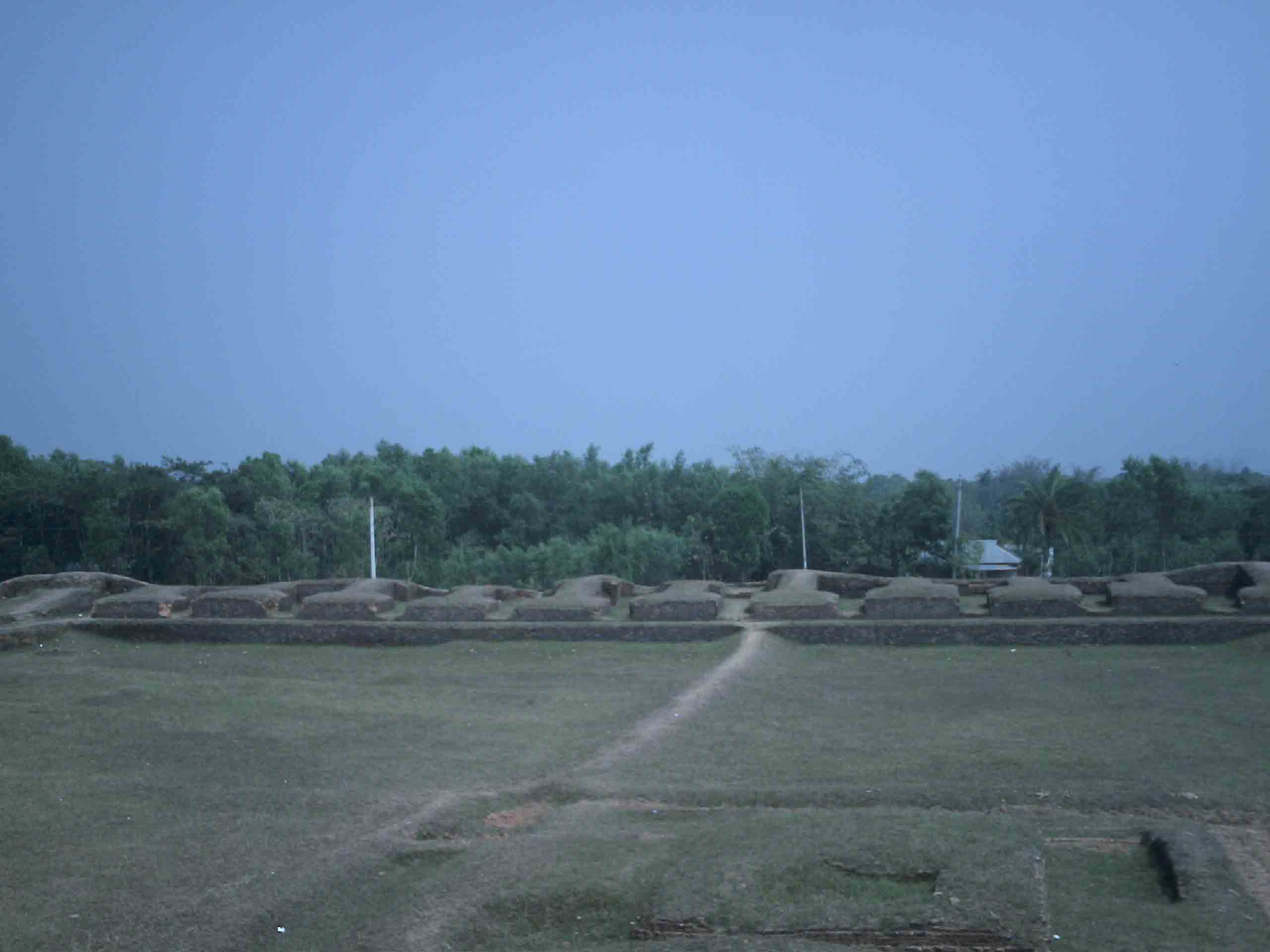
Zentrum des Shalban Vihara.

Das große quadratische Kloster mit einer Seitenlänge von 550 Fuß (167 m) mit 115 Klosterzellen, einem dominanten Zentralheiligtum und einer Reihe von Nebenheiligtümern. Stupas und Kapellen sind über das monumentale Tor im Norden zugänglich. Während das Zentralheiligtum sechs Bauphasen offenbarte und das Kloster vier. Die 1. und 2. Phase des zentralen Heiligtums sind noch immer unter den Ruinen der 3., 4. und 5. Periode begraben, aber die Überreste der 6. Phase wurden entfernt. Der kreuzförmige zentrale Schrein wurde zusammen mit dem Kloster in der dritten Periode errichtet.

### Treppen
In der Mitte jedes Gebäudeflügels ist die Veranda des Klosters mit einem flachen Vorsprung versehen, der als Basis für eine Treppe diente, welche zum mit Ziegeln gepflasterten Innenhof führt. Die Anordnung an der Vorderseite ist größer und aufwändiger. Im Vergleich dazu ist die Anordnung an jeder Ecke des Klosters noch größer angelegt. Hier führt eine solide gebaute, breite und massive Treppe, die ein den Raum eines Zellenpaares einnimmt, zum Dach oder in ein Obergeschoss. Solche aufwändigen Anordnungen gepaart mit dem Nachweis eines starken Daches lassen auf die Existenz eines Obergeschosses schließen.

### Chapels
Die zentrale Zelle in jedem Flügel ist größer, massiver und kunstvoller und verfügt über bestimmte Besonderheiten wie kleine Sockel und Plattformen mit dekorativen Zierleisten und größere Nischen. In Analogie zu ähnlichen Anordnungen in den Klöstern von Nalanda und Paharpur stellen sie sicherlich Nebenkapellen oder -Schreine dar.

### Nischen
Jede der Zellen war ursprünglich mit drei herausragenden Kragnischen an den Wänden ausgestattet, wobei die Nische in der Rückwand größer war. Die darin und um sie herum gefundenen Gegenstände weisen stark darauf hin, dass diese in erster Linie zur Aufbewahrung von Votivbildern, Öllampen sowie Lese- und Schreibmaterialien gedacht waren.

### Zentraler Schrein
Das zentrale Heiligtum von Shalban Vihara besteht eigentlich aus sechs verschiedenen Bauwerken, die nacheinander an derselben Stelle zu unterschiedlichen Zeiten und nach unterschiedlichen Plänen errichtet wurden. Sie liefern interessante Hinweise auf die Entwicklung und allmähliche Umwandlung der traditionellen buddhistischen Stupa-Architektur in die des hinduistischen Tempels. Die Überreste der ersten beiden Perioden sind unter dem kreuzförmigen Schrein aus der dritten Periode verborgen, der zusammen mit dem Kloster errichtet wurde. Das Gebäude ähnelt im Grundriss einem griechischen Kreuz es ist 51,8 m lang, mit Kapellen in den Enden. Die Kellerwände sind mit einer Reihe wundervoll geformter Terrakottatafeln verziert, die in parallele Bänder aus Zierziegeln eingefügt sind. Der Schrein weist eine verblüffende Ähnlichkeit mit dem von Paharpur auf und ist ein vollständig entwickeltes und vollendetes Beispiel der buddhistischen Tempelarchitektur Bengalens aus dem 7. bis 8. Jahrhundert. Die Denkmäler von Mainamati sind wahrscheinlich um etwa ein Jahrhundert älter als die Tempel von Paharpur und es finden sich eine Reihe früher und mittlerer Entwicklungsstadien gibt, die in Mainamati eindeutig nachvollziehbar sind. Mainamati lieferte wahrscheinlich Prototypen kreuzförmiger Heiligtümer für Paharpur und Vikramashila in Ostindien. In den nächsten beiden Perioden (IV und V) kam es zu weiteren Veränderungen und Entwicklungen des Grundrisses des zentralen Schreins, wobei die kreuzförmige Form durch eine längliche ersetzt wurde. Jetzt völlig offen, geräumig und funktionell, kommt die Form der eines Hindu-Tempels viel näher. Auch die buddhistische Tradition der Terrakotta-Verzierungen wurde aufgegeben. Das Hauptinteresse an diesen weiterentwickelten Schreinen verlagerte sich von den Außenwänden rund um den Umgehungsweg auf die inneren Kammern, die genügend Platz für Bilder, Skulpturen und architektonische Dekorationen bieten, und insbesondere auf die darin geweihten Hauptkultbilder.

## Funde

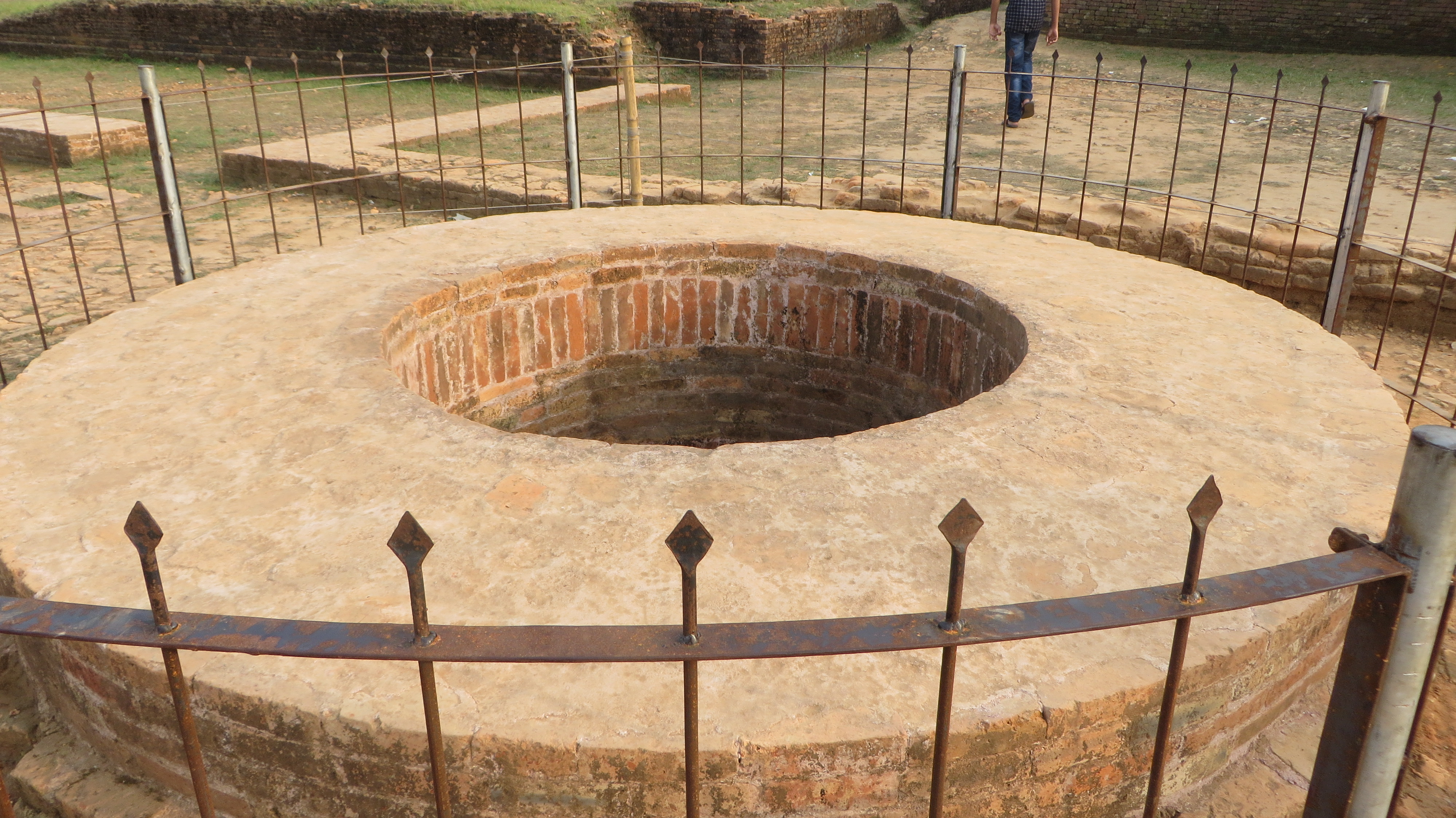
Neu entdeckter Brunnen in Shalban Vihara.

Die Funde aus den Ausgrabungen in Shalban Vihara waren reichhaltig und wertvoll. Unter anderem wurden sieben Kupferinschriften, etwa 350 Goldmünzen und eine große Anzahl Skulpturen aus Stein, Bronze und Terrakotta sowie unzählige skulpturale Terrakottatafeln gefunden.